# Mikel Arteta Amatriain
Mikel Arteta Amatriain (Sant Sebastià, Guipúscoa, 26 de març de 1982) és un exfutbolista professional basc, que actualment fa d'entrenador de l'Arsenal FC de la Lliga Anglesa.

## Trajectòria
Va començar jugant al futbol a Sant Sebastià, en un dels equips de referència del futbol base com l'Antiguoko, club convingut amb l'Athletic Club de Bilbao. Va ser fitxat pel FC Barcelona sent molt jove encara (16 anys), debutant amb el Barcelona B en la temporada 1999-2000.
Va arribar al Paris Saint Germain com cedit la temporada 2000-2001, romanent dues temporades en l'equip francès, sent la segona d'elles una peça important de l'equip (25 partits de Lliga francesa de futbol i 6 de Copa de la UEFA), per aquell temps entrenat per Luis Fernández. En la seva etapa en el Paris Saint Germain va marcar dos gols.
L'any 2002 és fitxat pel Rangers Football Club de Glasgow, i ràpidament es converteix en un jugador important. La seva primera temporada a Escòcia aconsegueix el títol de Lliga escocesa de futbol, la Copa d'Escòcia i la Copa de la Lliga d'Escòcia. En total juga 50 partits i marca 12 gols amb el Rangers.
El 2004, el seu bon rendiment i la marxa de Xabi Alonso al Liverpool, duen a Mikel Arteta a signar per l'equip de la seva ciutat, la Reial Societat. No obstant això, la seva estada en la Reial no va ser satisfactòria per a cap de les parts, jugant només 15 partits (marcant 1 gol), i sent cedit en gener de 2005 a l'Everton FC de la FA Premier League, amb una opció de compra.
Res més arribar a Liverpool, és part important en la classificació de l'Everton FC per a la Lliga de Campions de la UEFA, jugant en aquesta mitja temporada 12 partits i marcant 1 gol. El seu segon any, ja com a jugador pertanyent a la disciplina del conjunt blau, realitza una bona campanya, jugant 29 partit de Lliga (amb 1 gol), i 3 partits en competicions europees (Lliga de Campions i Copa de la UEFA), marcant un gol enfront del Vila-real Club de Futbol. A més des que està en l'equip de Liverpool ha estat triat "jugador de la temporada" per l'afició, així com "jugador dels jugadors" pels seus propis companys.
En finalitzar la temporada 2006- 2007, és triat per segona vegada consecutiva "jugador de la temporada" de l'Everton, és inclòs en l'11 ideal de la Premier League i a més és votat "migcampista de l'any" pels lectors de skysports.com. Igualment va ser nomenat "Personalitat esportiva de l'any 2007 de Liverpool" quedant per davant en la votació d'esportistes com el boxador Derry Mathews; el capità del Liverpool, Steven Gerrard, o el golfista Nick Dougherty.
La temporada 2008-2009, se li va assignar el dorsal 10 en lloc del 6 que va lluir les últimes temporades en l'Everton. A mitja temporada va sofrir una greu lesió que el va apartar dels terrenys de joc.
L'any 2011 és fitxat pel  Arsenal FC amb un contracte de quatre anys fins al 30 de juny de 2015.

## Selecció
Arteta ha estat internacional amb la selecció basca de futbol en una ocasió. També ha militat a la selecció espanyola en categories inferiors.
El fet que el conjunt basc no siga part de la UEFA ni la FIFA, i que no ha arribat a debutar a l'absoluta espanyola, ha dut a diversos sectors anglesos a demanar la seua convocatòria per la selecció del seu país, ja que a partir del gener del 2010 compleix els requeriments.

## Carrera com a entrenador
Per a la temporada 2016/17, va ser contractat com a assistent del nou entrenador Pep Guardiola a l'Manchester City FC. El 22 de desembre de 2019 Arteta va assumir la direcció com a entrenador de l'Arsenal FC, que després de la 18a jornada de la temporada 2019/20, es trobava en la 11a posició amb 23 punts.

## Palmarès

### Com a jugador
Paris Saint-Germain
- 1 Copa Intertoto: 2001

Rangers FC
- 1 Lliga escocesa: 2002-03
- 1 Copa escocesa: 2002-03
- 1 Copa de la lliga escocesa: 2002-03

Arsenal FC
- 2 Copes angleses: 2013-14, 2014-15
- 2 Community Shield: 2014, 2015

Selecció espanyola
- 1 Campionat d'Europa sub-16: 1999
- 1 UEFA-CAF Meridian Cup: 1999

### Com a entrenador
Arsenal FC
- 1 Copa anglesa: 2019-20
- 2 Community Shield: 2020, 2023

Individual
- Jugador de la temporada de l'Everton: 2006, 2007
- Jugador de Jugadors de l'Everton: 2006
- Migcampista de l'any Skysports: 2007
- Jugador de l'any: 2007